# Coppa FIRA 1973-1974
La Coppa FIRA 1973-74 (in francese Trophée européen FIRA 1973-74), anche Coppa Europa 1973-74, fu il 14º campionato europeo di rugby a 15 organizzato dalla FIRA, il primo con tale denominazione.
Si tenne dall’11 novembre 1973 al 19 maggio 1974 tra 5 squadre che si affrontarono con la formula del girone unico.
Per la 13ª volta su 14 edizioni si laureò campione europea la Francia, campione a punteggio pieno, mentre a retrocedere in seconda divisione furono Polonia e Marocco; nella seconda divisione l'Italia, fresca reduce del tour in Africa Australe di metà 1973, stentò all'inizio contro la Cecoslovacchia pareggiando 3-3 per poi avanzare con un passo più deciso nel prosieguo di torneo contro Jugoslavia e Portogallo e suggellare la promozione nell'ultimo incontro con la Germania Ovest a Rho.
Per quanto riguarda il Portogallo, non portò a termine il torneo per via della Rivoluzione dei garofani del 25 aprile, e il forfait dei lusitani spianò la strada alla vittoria a tavolino della Cecoslovacchia e la conquista del secondo posto dietro l'Italia che le valse la promozione.

## Squadre partecipanti
| 1ª divisione | 2ª divisione   |
| ------------ | -------------- |
| Francia      | Cecoslovacchia |
| Marocco      | Germania Ovest |
| Polonia      | Italia         |
| Romania      | Jugoslavia     |
| Spagna       | Portogallo     |

## 1ª divisione
| Data       | Incontro             | Risultato | Sede        |
| ---------- | -------------------- | --------- | ----------- |
| 11-11-1973 | Francia ― Romania    | 7-6       | Valence     |
| 28-2-1974  | Spagna ― Francia XV  | 7-15      | Madrid      |
| 3-3-1974   | Marocco ― Romania    | 9-22      | Casablanca  |
| 10-3-1974  | Francia XV ― Marocco | 54-3      | la Rochelle |
| 31-3-1974  | Spagna ― Marocco     | 22-0      | Madrid      |
| 14-4-1974  | Romania ― Polonia    | 20-6      | Bucarest    |
| 28-4-1974  | Marocco ― Polonia    | 0-8       | Casablanca  |
| 12-5-1974  | Polonia ― Spagna     | 0-4       | Poznań      |
| 19-5-1974  | Romania ― Spagna     | 20-9      | Timișoara   |
|            | Francia XV ― Polonia | 6-0       | per forfait |

|               | Classifica | G | V | N | P | PF | PS  | P±  | PT |
| ------------- | ---------- | - | - | - | - | -- | --- | --- | -- |
|               | Francia    | 4 | 4 | 0 | 0 | 82 | 16  | +66 | 12 |
|               | Romania    | 4 | 3 | 0 | 1 | 68 | 31  | +37 | 10 |
|               | Spagna     | 4 | 2 | 0 | 2 | 42 | 35  | +7  | 8  |
| Retrocessione | Polonia    | 4 | 1 | 0 | 3 | 14 | 30  | -16 | 5  |
| Retrocessione | Marocco    | 4 | 0 | 0 | 3 | 12 | 106 | -94 | 3  |

## 2ª divisione
| Data       | Incontro                        | Risultato | Sede        |
| ---------- | ------------------------------- | --------- | ----------- |
| 21-10-1973 | Cecoslovacchia ― Jugoslavia     | 32-3      | Praga       |
| 4-11-1973  | Italia ― Cecoslovacchia         | 3-3       | Rovigo      |
| 11-11-1973 | Jugoslavia ― Italia             | 7-25      | Zagabria    |
| 10-2-1974  | Portogallo ― Italia             | 3-11      | Lisbona     |
| 7-4-1974   | Germania Ovest ― Portogallo     | 20-10     | Hannover    |
| 1-5-1974   | Jugoslavia ― Germania Ovest     | 8-20      | Macarsca    |
| 5-5-1974   | Italia ― Germania Ovest         | 16-10     | Rho         |
| 26-5-1974  | Germania Ovest ― Cecoslovacchia | 6-6       | Hannover    |
|            | Portogallo ― Jugoslavia         | 0-6       | per forfait |
|            | Cecoslovacchia ― Portogallo     | 6-0       | per forfait |

|  | Classifica     | G | V | N | P | PF | PS | P±  | PT |
|  | -------------- | - | - | - | - | -- | -- | --- | -- |
|  | Italia         | 4 | 3 | 1 | 0 | 55 | 23 | +32 | 11 |
|  | Cecoslovacchia | 4 | 2 | 2 | 0 | 47 | 12 | +35 | 10 |
|  | Germania Ovest | 4 | 2 | 1 | 1 | 56 | 40 | +16 | 9  |
|  | Jugoslavia     | 4 | 1 | 0 | 3 | 24 | 77 | -53 | 6  |
|  | Portogallo     | 4 | 0 | 0 | 4 | 13 | 43 | -30 | 2  |